# Khủng hoảng tổng thống Venezuela
Kể từ ngày 10 tháng 1 năm 2019, Venezuela đã trải qua một cuộc khủng hoảng tổng thống. Tổng thống đương nhiệm Nicolás Maduro tái đắc cử làm tổng thống Venezuela đã bị một số tổ chức và chính phủ quốc gia khác nhau phản đối. Quốc hội Venezuela đã đưa Juan Guaidó lên làm Tổng thống lâm thời và lãnh đạo các cuộc biểu tình phản đối cuộc bầu cử của Maduro.
Juan Guaidó đã bắt đầu các hoạt động như một chính phủ chuyển tiếp, kêu gọi một cuộc họp theo kiểu tòa thị chính mở cửa vào ngày 11 tháng 1. Biểu tình và đào tẩu cũng đã bắt đầu diễn ra.
Guaidó đã bị lực lượng an ninh Venezuela bắt giữ trong một thời gian ngắn vào ngày 13 tháng 1 với mỗi bên tuyên bố bên kia phải chịu trách nhiệm; Những người ủng hộ Maduro tuyên bố vụ bắt giữ đã được tổ chức trong khi Guaidó gọi vụ bắt giữ là một nỗ lực ngăn chặn Quốc hội nắm quyền. Venezuela bắt đầu kiểm duyệt một số phương tiện truyền thông xã hội bắt đầu vào ngày 21 tháng 1.
Vài ngày sau tuyên bố của Quốc hội, nhiều nhóm hoạt động trong Venezuela, nước ngoài và các tổ chức quốc tế đã đưa ra những tuyên bố ủng hộ hai bên của cuộc xung đột. Tập đoàn Lima tuyên bố Maduro bất hợp pháp vào ngày 13 tháng 1. Sau đó, Tổ chức các quốc gia châu Mỹ (OAS) và Liên minh châu Âu bày tỏ sự ủng hộ đối với Quốc hội cùng với các nước phương Tây khác trong khi các quốc gia khác đã bày tỏ sự ủng hộ đối với Maduro. Các cuộc biểu tình lớn và bạo lực nổ ra vào ngày 23 tháng 1 và thu hút thêm phản ứng từ một số chính phủ và nhà lãnh đạo nước ngoài.

## Bối cảnh
Kể từ năm 2010, Venezuela đã phải chịu một cuộc khủng hoảng kinh tế xã hội dưới thời Nicolás Maduro (và một thời gian ngắn dưới thời tiền nhiệm Hugo Chávez), vì tội ác tràn lan, siêu lạm phát và thiếu hụt nhu yếu phẩm làm giảm chất lượng cuộc sống. Do bất mãn với chính phủ, lần đầu tiên kể từ năm 1999, phe đối lập đã được bầu để chiếm đa số trong Quốc hội sau cuộc bầu cử quốc hội năm 2015.
Trong cuộc bầu cử tháng 5 năm 2018, Tổng thống đương nhiệm Nicolás Maduro đã tái đắc cử với nhiều bất thường khiến nhiều người tin rằng cuộc bầu cử là không hợp lệ.
Kết hợp với quan điểm lãnh đạo của Maduro là một chế độ độc tài không hiệu quả, nhiều chính trị gia cả trong và ngoài nước không tin Maduro được bầu hợp pháp. Trong những tháng trước khi nhậm chức vào ngày 10 tháng 1 năm 2019, Maduro bị các quốc gia và các cơ quan bao gồm Nhóm Lima (trừ Mexico), Hoa Kỳ và OAS khuyên không nên tiếp tục đảm nhiệm chức vụ, với áp lực này được tăng lên khi Quốc hội Venezuela mới đã tuyên thệ vào ngày 5 tháng 1 năm 2019; Quốc hội đã bị Maduro từ chối vào năm 2017 nhưng được hầu hết coi là cơ quan dân chủ hợp pháp duy nhất ở Venezuela.
Vài phút sau khi Maduro tuyên thệ nhậm chức, Tổ chức các quốc gia châu Mỹ đã phê chuẩn một nghị quyết trong phiên họp đặc biệt của Hội đồng thường trực, trong đó Maduro được tuyên bố là bất hợp pháp với tư cách là Tổng thống Venezuela, kêu gọi một cuộc bầu cử mới. Cuộc bầu cử của Maduro được ủng hộ bởi Nga, Trung Quốc, Mexico và ALBA. Trong nội bộ, Maduro đã nhận được sự ủng hộ của Quốc hội lập hiến, trong khi Guaidó được hỗ trợ bởi phe đối lập.

### Căn cứ để lập tổng thống tạm quyền
Phe đối lập Venezuela biện minh cho hành động của mình là họ đã theo hiến pháp Venezuela năm 1999, cụ thể là Điều 233 quy định rằng nhà lãnh đạo Quốc hội sẽ giữ chức vụ trong trường hợp không có Tổng thống hợp pháp mà Guaidó tuyên bố là kết quả của cuộc bầu cử tổng thống Venezuela 2018. Thứ hai là Điều 333 kêu gọi công dân khôi phục và thi hành hiến pháp nếu không tuân theo. Hơn nữa, ông lập luận rằng cả cộng đồng quốc gia và quốc tế phải đoàn kết đằng sau một chính phủ chuyển tiếp sẽ bảo đảm viện trợ nhân đạo, mang lại sự khôi phục luật pháp của Venezuela và có khả năng tổ chức các cuộc bầu cử dân chủ.

## Khởi đầu khủng hoảng

### Báo cáo đào tẩu
Những dấu hiệu lớn đầu tiên của cuộc khủng hoảng sắp xảy ra cho thấy khi một Thẩm phán Tòa án Tối cao và Tư pháp bầu cử được coi là gần gũi với Maduro đào thoát tới Hoa Kỳ chỉ vài ngày trước ngày nhậm chức 10 tháng 1. Thẩm phán Christian Zerpa nói rằng Maduro là "bất tài" và "bất hợp pháp".

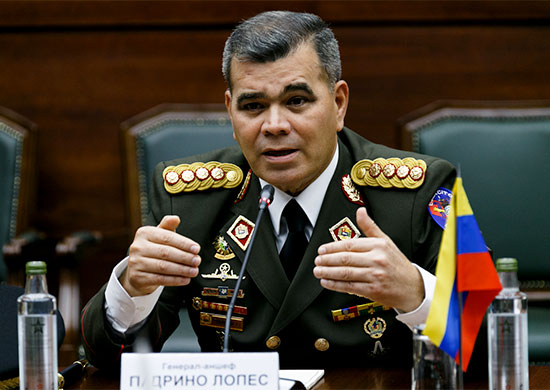
Bộ trưởng Quốc phòng Padrino López nói rằng các lực lượng vũ trang sẽ không công nhận Juan Guaidó

Báo cáo tại thời điểm nhậm chức cũng nói rằng tình báo Hoa Kỳ được cho là đã biết rằng một trong những quan chức cấp cao và Bộ trưởng Quốc phòng của Maduro, Vladimir Padrino López, đã yêu cầu Maduro từ chức, đe dọa sẽ từ chức nếu Maduro không từ chức. Tuy nhiên, Padrino López sau đó cam kết trung thành với Maduro, nói rằng ông sẽ hiến mạng sống cho mình và cuộc cách mạng Bolivar. Trong một cuộc hôn nhân cadena do Maduro ban hành vào ngày 15 tháng 1 năm 2019, Padrino López đã thề trung thành với Maduro, nói thẳng với ông rằng các thành viên của Lực lượng Vũ trang Bolivar Quốc gia Venezuela (FANB) "sẵn sàng chết để bảo vệ Hiến pháp đó, những người đó, những người đó các tổ chức và bạn với tư cách là quan tòa tối cao, tổng thống Venezuela... Chúng tôi không phải là một FANB đế quốc, thực dân, chúng tôi là một FANB giải phóng ".
Chính phủ của Maduro tuyên bố rằng các hành động chống lại ông là "kết quả của chủ nghĩa đế quốc do Hoa Kỳ và các đồng minh thực hiện" đã đặt Venezuela "vào trung tâm của một cuộc chiến tranh thế giới".

#### Quân đội không công nhận Maduro
Vào ngày 17 tháng 1, một nhóm cựu sĩ quan quân đội và cảnh sát Venezuela ở Peru tuyên bố ủng hộ Guaidó, nói rằng họ không công nhận Maduro là tổng thống hoặc lãnh đạo của họ. Trong khoảng thời gian này cũng có báo cáo rằng mặc dù quân đội hiện đang phục vụ trung thành với Maduro, nhiều người đã nói chuyện với những người lính bị lưu đày và đào tẩu để bày tỏ ý muốn không đàn áp bất kỳ cuộc nổi dậy nào có thể lật đổ Maduro, và bí mật hỗ trợ Guaidó. Quốc hội đã ân xá cho những người đào thoát quân sự.
Sáng sớm ngày 21 tháng 1, ít nhất 27 binh sĩ của Lực lượng Vệ binh Quốc gia đã nổi dậy chống lại Maduro ở San José de Cotiza; họ đóng quân gần Cung điện Miraflores. Được biết, họ đã bắt cóc bốn nhân viên an ninh và lấy trộm vũ khí từ một bài đăng ở Petare, và đăng video lên phương tiện truyền thông xã hội hứa rằng quân đội sẽ chiến đấu chống lại chính phủ vì người dân Venezuela. Trong khu vực, bạo loạn và đốt phá bắt đầu trên đường phố suốt đêm; hơi cay được sử dụng trên người biểu tình dân sự. Vài giờ sau, cuộc chiến vẫn tiếp diễn cho đến ban ngày, tất cả đều bị chính quyền bắt giữ. Năm người đã bị thương và một người chết trong cuộc binh biến: một phụ nữ dân sự bị bối rối vì một người biểu tình đã bị giết bởi các thành viên của một colectivo, người cũng đã lấy trộm điện thoại của cô. Cuộc nổi loạn, được gọi là "cuộc đảo chính thất bại", đã được BBC so sánh với cuộc đột kích El Junquito từ hơn một năm trước (15 tháng 1 năm 2018), dẫn đến cái chết của thủ lĩnh phiến quân Óscar Pérez.

### Công nhận của thế giới
Nhiều quốc gia và các cơ quan siêu quốc gia đã tham gia Quốc hội trong việc bác bỏ tính hợp pháp của quyền lực giữ Maduro, với một số quan hệ ngoại giao cắt đứt với Venezuela và thậm chí nhiều hơn kêu gọi Maduro từ chức hoặc bị loại bỏ. Những người khác, chẳng hạn như ALBA, đã ủng hộ Maduro và kêu gọi phe đối lập chấp nhận kết quả tái tranh cử của ông. Đại diện của nhiều quốc gia ALBA đã tham dự lễ tuyên thệ của Maduro cho nhiệm kỳ thứ hai vào ngày 10 tháng 1 năm 2019, và Tổng thống Nam Phi Cyril Ramaphosa chúc mừng Maduro sau khi nhậm chức.
Maduro đã đáp lại những lời buộc tội mình bằng cách tố cáo các nguyên thủ quốc gia trên là "chủ nghĩa đế quốc Mỹ" và so sánh sự can thiệp của nước ngoài với chủ nghĩa thực dân. Maduro gọi Tổng thống Brazil Jair Bolsonaro là "Hitler của thời kỳ hiện đại", vài ngày sau khi Brazil công nhận Juan Guaidó là tổng thống lâm thời của đất nước.
Vào ngày 15 tháng 1, Thủ tướng Canada Justin Trudeau đã gọi Maduro là "một nhà độc tài bất hợp pháp", với Cố vấn An ninh Quốc gia của Donald Trump, John Bolton và Tổng thống Brazil Bolsonaro cũng cáo buộc ông ta với cùng từ ngữ như trên. Vào ngày 18 tháng 1, Bolsonaro nói rằng ông sẽ sớm công bố kế hoạch của mình cho một giải pháp liên quan đến Venezuela.

### Thảo luận mở toàn dân

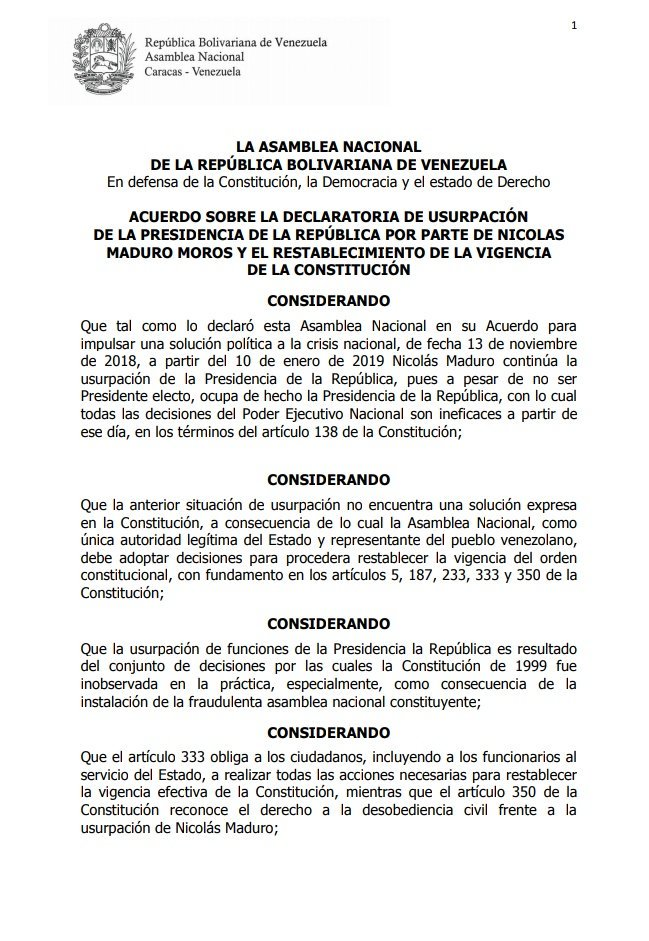
Agreement approved by the National Assembly to declare the usurpation of the presidency by Nicolás Maduro on 15 January.

Juan Guaidó, Tổng thống mới được bổ nhiệm của Quốc hội Venezuela, đã bắt đầu các động thái thành lập một chính phủ chuyển tiếp ngay sau khi đảm nhận vai trò mới của mình tại Quốc hội vào ngày 5 tháng 1 năm 2019; tuyên bố rằng liệu Maduro có bắt đầu nhiệm kỳ mới vào ngày 10 hay không, đất nước sẽ không có một tổng thống được bầu hợp pháp. Thay mặt Quốc hội, ông tuyên bố rằng đất nước đã rơi vào chế độ độc tài thực tế và không có nhà lãnh đạo, tuyên bố rằng quốc gia phải đối mặt với tình trạng khẩn cấp. Chính trong tuyên bố này, lần đầu tiên ông kêu gọi "những người lính mặc đồng phục của họ vinh dự bước tới và thi hành Hiến pháp [và yêu cầu] công dân tự tin, mạnh mẽ và đồng hành cùng chúng tôi trên con đường này".

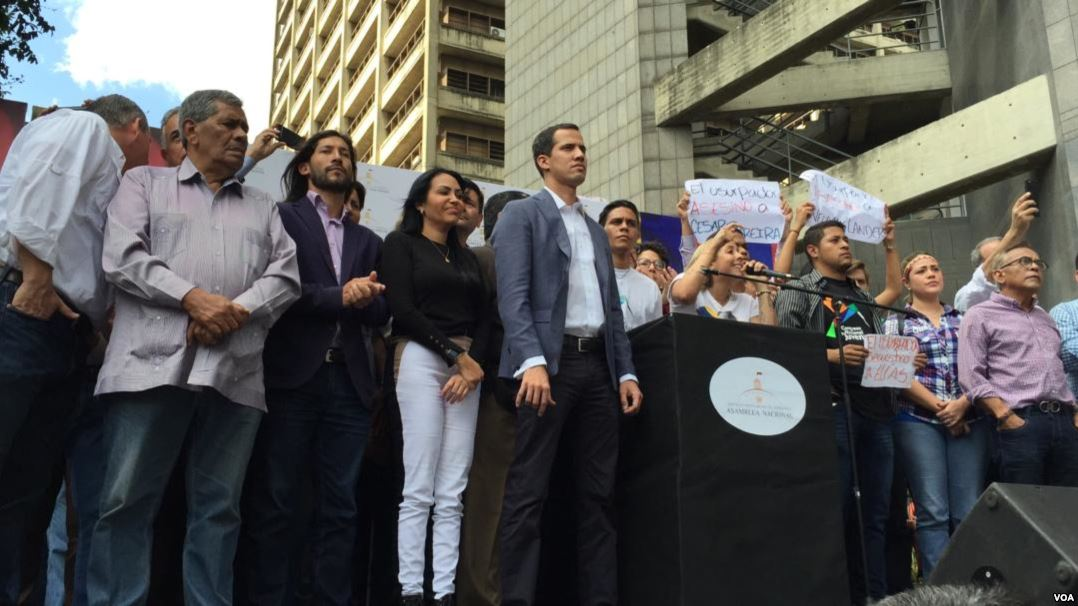
Juan Guaidó với các thành viên của phe đối lập trong một cuộc biểu tình mở vào ngày 11 tháng 1 năm 2019

Sau đó, Guaidó tuyên bố rằng ông sẽ tổ chức một cuộc thảo luận mở toàn dân vào ngày 11 tháng 1. Điều này đã được tổ chức như một cuộc biểu tình trên đường phố ở Venezuela và tại đây, Quốc hội tuyên bố rằng Guaidó đang đảm nhận vai trò tổng thống theo Hiến pháp Venezuela, đồng thời tuyên bố kế hoạch bãi nhiệm Tổng thống Maduro.
Thảo luận mở toàn dân cũng có những điều khoản cho phép các nhà lãnh đạo của các đảng chính trị khác, công đoàn, phụ nữ và sinh viên Venezuela được lên tiếng. Các đảng khác không nói về sự chia rẽ của họ, nhưng về những gì họ thấy là một cuộc cách mạng Bolivar thất bại cần kết thúc. Các sinh viên được đại diện bởi chủ tịch sinh viên của Đại học Trung tâm Venezuela, Rafaela Requesens và Marlon Díaz. Yêu cầu đặc biệt kêu gọi sự thống nhất, cho người Venezuela của tất cả các liên kết chính trị để làm việc với các cơ quan quốc tế đã hỗ trợ họ để Maduro từ chức. Jose Elías Torres của Liên đoàn Công nhân Venezuela thống nhất đã đọc một bản tuyên ngôn về niềm tin của họ và tuyên bố trung thành với Guaidó.
Phản ứng ban đầu của Maduro đối với thảo luận mở toàn dân là gọi phe đối lập là một nhóm "những cậu bé", mô tả Guaidó là "chưa trưởng thành". Nguy hiểm hơn, Bộ trưởng Bộ Dịch vụ Nhà tù, Iris Varela, nói rằng bà đã chọn ra một nhà tù cho Guaidó và yêu cầu anh ta nhanh chóng đặt tên cho nội các của mình để bà cũng có thể chuẩn bị nhà tù cho họ.

### Quốc hội tuyên bố Guaidó là Tổng thống
Sau bài phát biểu của Guaidó, Quốc hội ban đầu đưa ra một thông cáo báo chí nói rằng Guaidó đã đảm nhận vai trò Tổng thống. Một tuyên bố sau đó đã thay thế điều này và vị trí của Guaidó đã được làm rõ rằng "ông sẵn sàng nhận chức, nhưng nói rằng điều này chỉ có thể với sự giúp đỡ của người Venezuela". Tuyên bố này không được coi là một cuộc đảo chính dựa trên sự "bất hợp pháp" được thừa nhận của Maduro bởi nhiều chính phủ và các quy trình lập hiến mà Quốc hội đang tuân theo. Cụ thể, họ đã dẫn các Điều 233, 333 và 350. Vào ngày này, Guaidó nhận được thư của Chủ tịch Tòa án Công lý Tối cao Venezuela lưu vong, có trụ sở tại Panama, đề nghị ông trở thành quyền tổng thống của Venezuela.
Guaidó tuyên bố thay đổi, và các cuộc biểu tình trên toàn quốc sẽ được tổ chức vào ngày 23 tháng 1, kích động bằng một câu khẩu hiệu Sí, se puede! Ngày 21 là cùng ngày với việc hạ bệ Marcos Pérez Jiménez vào năm 1958. Quốc hội đã làm việc với Mặt trận Giải phóng Venezuela để tạo ra một kế hoạch cho các cuộc biểu tình và tuần hành, tổ chức một lực lượng quốc gia thống nhất. Nó cũng được tiết lộ vào ngày 11 tháng 1 rằng các kế hoạch liên quan đến việc dùng tiền để mua chuộc các lực lượng vũ trang để họ không công nhận Maduro.
Tổ chức các quốc gia châu Mỹ là người đầu tiên hỗ trợ chính thức cho hành động này, nói rằng "[họ] hoan nghênh Juan Guaidó là Tổng thống lâm thời của Venezuela theo Điều 233 của Hiến pháp chính trị. Bạn có sự ủng hộ của chúng tôi, của cộng đồng quốc tế và người dân Venezuela ". Sau đó vào ngày hôm đó, Brazil và Colombia đã tuyên bố ủng hộ Guaidó với tư cách là tổng thống tạm quyền của Venezuela.
Các chuyên gia chính trị Venezuela, như David Smilde từ Văn phòng Washington ở Mỹ Latinh, cho rằng việc này sẽ làm Maduro nổi giận, người đã gọi những kẻ phản bội Quốc hội vì không tham dự lễ nhậm chức của ông, và có thể bắt giữ hoặc tấn công nhiều thành viên Quốc hội. Một người bạn của Guaidó đáp lại, nói rằng họ đã nhận thức được những rủi ro nhưng tin rằng chúng cần phải thực hiện để nền dân chủ có thể xuất hiện trở lại ở Venezuela.

#### Ủng hộ

Quốc gia công nhận quyền Tổng thống
Venezuela
Công nhận Maduro
Công nhận Guaidó
Sẽ công nhận Guaidó nếu không có bầu cử lần nữa

Nhiều quốc gia và tổ chức bắt đầu tái khẳng định sự ủng hộ của họ đối với Quốc hội, được coi là "cơ quan dân chủ hợp pháp duy nhất" ở Venezuela. Các doanh nghiệp cũng lấy việc giới thiệu một chính phủ mới tiềm năng như một dấu hiệu để ngăn chặn các cuộc thảo luận và đàm phán với Maduro vì giờ họ đã có thể tiếp cận một chính phủ với sự hậu thuẫn dân chủ. Các tổ chức này bao gồm Ủy ban tín dụng Venezuela, một ngân hàng quỹ có thể cho vay đối với quốc gia ốm yếu và không thể hoàn tất thỏa thuận với Maduro vào năm 2017, và tất cả các doanh nghiệp khác được đại diện bởi liên minh OFAC. Chúng bao gồm Electricidad de Caracas, cung cấp năng lượng điện cho thủ đô và các khu vực lân cận, và PDVSA, công ty dầu khí lớn nhất của quốc gia, đến lượt nó, là ngành công nghiệp lớn nhất của quốc gia.
Giáo hội Công giáo ở Venezuela, được tổ chức bởi Hội đồng Giám mục Venezuela, đã công bố một tuyên bố của Đức ông Ovidio Pérez Morales vào ngày 15 tháng 1 năm 2019 nói rằng "Giáo hội ở Venezuela, hợp nhất với các Giám mục của mình trong sự hiệp thông với Giáo hoàng, tuyên bố chế độ cộng sản xã hội bất hợp pháp và đoàn kết với nhân dân Venezuela để giải cứu dân chủ, tự do và công lý. Tin tưởng vào Chúa, họ ủng hộ Quốc hội ".
Vào ngày 15 tháng 1, Tổng thống Hoa Kỳ Donald Trump đã được báo cáo là đang cân nhắc về việc có nên chính thức công nhận Guaidó là Tổng thống hay không, mà ông đã làm vào ngày 23 tháng 1. Vào ngày 17 tháng 1, hai thành viên của Hạ viện Hoa Kỳ đã đưa ra luật (Đạo luật TPS của Venezuela năm 2019) rằng, nếu được thông qua, sẽ đưa ra tình trạng được bảo vệ tạm thời cho tất cả người Venezuela ở nước này, ngăn chặn việc trục xuất họ. Đó là một dự luật lưỡng đảng được giới thiệu bởi một nghị sĩ đảng Dân chủ và 1 nghị sĩ Cộng hòa.
Chủ tịch Nghị viện Châu Âu Antonio Tajani tuyên bố Maduro bất hợp pháp ngay sau lễ nhậm chức và gặp gỡ các nhân vật đối lập, với Tajani đối mặt với các mối đe dọa giết sau hành động của mình.

#### Phản đối
Tuy nhiên, các quốc gia khác đã tái khẳng định sự ủng hộ của họ đối với chính phủ Maduro của Nicolás, bao gồm cả các nước Mỹ Latinh và thế giới. Các quốc gia hỗ trợ phi khu vực bao gồm Trung Quốc, Nga, Thổ Nhĩ Kỳ và Syria. Các quốc gia trong khu vực hỗ trợ Maduro bao gồm Mexico, Nicaragua và Bolivia. Một phát ngôn viên của Bộ Ngoại giao Iran nói trong một tuyên bố rằng Iran "ủng hộ chính phủ [Maduro] của Venezuela".
El Salvador đã thay đổi phe nhiều lần. Ban đầu ủng hộ Maduro, vào ngày 24 tháng 1, một tuyên bố chính thức cho biết họ ủng hộ Guaidó; Sau ngày hôm đó, một tuyên bố khác được đưa ra, nhắc lại sự ủng hộ của họ đối với Maduro.

### Nhóm Lima

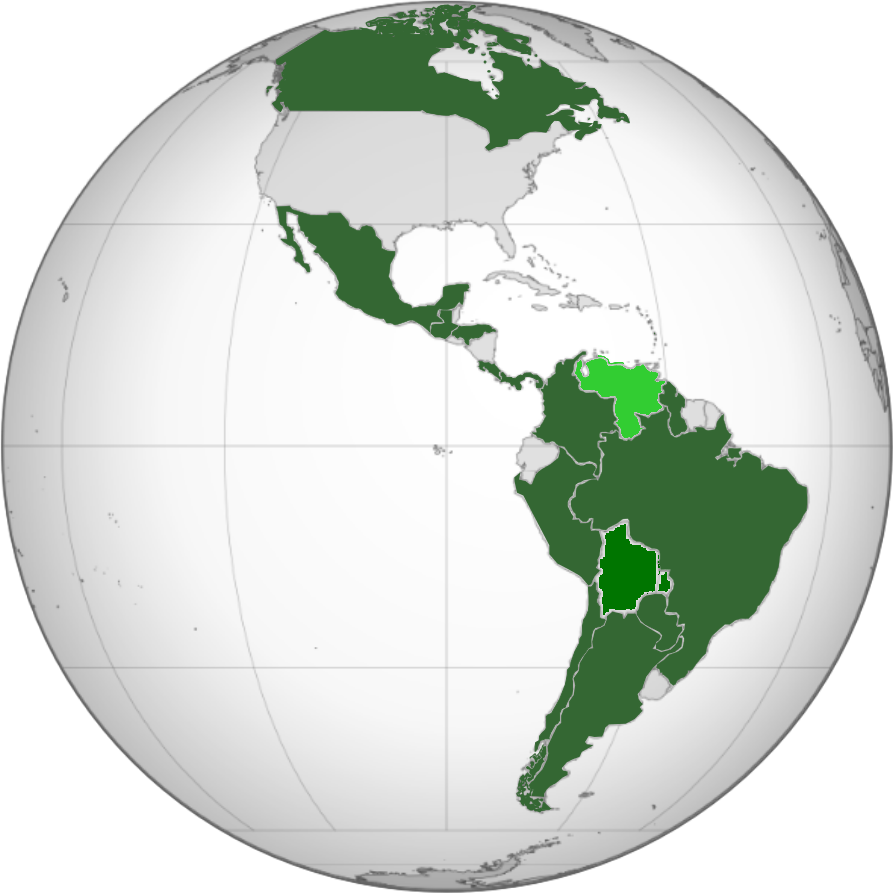
The now 14-country Lima Group demands the release of political prisoners and calls for free elections

Vào ngày 11 và 12 tháng 1, một số quốc gia thuộc nhóm Lima đã bắt đầu công bố các tuyên bố độc lập với cơ quan quốc tế. Các tài liệu này đều bao gồm thỏa thuận của quốc gia họ về việc không công nhận Maduro và tập trung vào việc làm rõ lập trường cá nhân về việc không can thiệp liên quan đến tranh chấp lãnh thổ riêng giữa Venezuela và Guyana. Mặc dù vậy, chính phủ Maduro, thông qua một số thông cáo báo chí của phó tổng thống, tuyên bố rằng các quốc gia này đã tự "cải chính" để hỗ trợ ông làm tổng thống. Họ đã không làm vậy, với các tuyên bố không can thiệp được coi là một sự nhượng bộ để ngăn chặn hành động vội vã của Maduro sau khi ông đe dọa nhóm này. Bộ trưởng Ngoại giao Venezuela, ông Jorge Arreaza, đã đưa ra một tuyên bố khác với văn phòng phó tổng thống, nói rằng Venezuela đã nhận được thông báo ngoại giao từ một số quốc gia thuộc Nhóm Lima về tranh chấp ban đầu. Panama khôi phục điểm thứ chín ban đầu của nhóm, nêu bật các vấn đề của Luật quốc tế.
Tuyên bố của Colombia nhắc lại nghị quyết của nhóm và cam kết ủng hộ "khôi phục nền dân chủ và trật tự hiến pháp ở Venezuela", cũng như nói rằng họ không có lập trường về tranh chấp lãnh thổ. Arreaza đã thách thức chính phủ của mình bằng cách bác bỏ các tuyên bố rằng Tập đoàn Lima đã công nhận chính phủ của Maduro, cũng như tăng gấp đôi thời gian yêu cầu 48 giờ của Maduro để không can thiệp cho các quốc gia còn lại sau khi hết hạn. Ông cũng thúc đẩy thảo luận ngoại giao hòa bình với các nước láng giềng. Nhóm này, ngoại trừ Mexico, kêu gọi không can thiệp vào các vấn đề nội bộ của Venezuela, tiếp tục ủng hộ chính phủ Guaidó, với Bộ trưởng Ngoại giao Chile cam kết "hỗ trợ không giới hạn".

### Bắt giữ Guaidó
Vào ngày 13 tháng 1 năm 2019, Guaidó đã bị Cơ quan Tình báo Bolivar (SEBIN) bắt giữ, nhưng được thả ra 45 phút sau đó. Các đặc vụ SEBIN đã chặn xe của Guaidó và giam ông sau đó đã bị sa thải. Bộ trưởng Thông tin, ông Rod Rodríguez, nói rằng các đặc vụ không có chỉ dẫn và vụ bắt giữ đã được Guaidó dàn dựng như một "diễn viên đóng thế truyền thông" để được phổ biến; Các phóng viên của BBC nói rằng nó dường như là một cuộc phục kích thực sự và được sử dụng để gửi một thông điệp tới những người chống lại Maduro. Luis Almagro, người đứng đầu OAS, đã lên án vụ bắt giữ, mà ông gọi là "bắt cóc", trong khi Mike Pompeo, Ngoại trưởng Hoa Kỳ, cũng tố cáo, coi đó là một "sự giam giữ tùy tiện".
Hai nhà báo cũng bị bắt giữ ngay tại chỗ trong khi đang đưa tin về hành động của SEBIN đối với Guaidó: Beatriz Adrián của Caracol Televisión và Osmary Hernández của CNN.

### Guaidó tự nhận mình là Tổng thống
Trong một bài phát biểu sau khi bị giam giữ, Guaidó nói rằng sự thừa nhận của Rodríguez rằng các nhân viên tình báo đã hành động độc lập cho thấy chính phủ đã mất quyền kiểm soát lực lượng an ninh của mình như thế nào, cũng gọi Miraflores (nhà tổng thống và văn phòng) "tuyệt vọng". Trong một thông báo sau đó vào ngày 13 tháng 1, Guaidó tuyên bố mình là quyền tổng thống, yêu sách trực tiếp nhất của ông đối với vị trí này.
Vào ngày 23 tháng 1, Guaidó tuyên thệ nhậm chức Tổng thống lâm thời.

## Guaidó tuyên thệ nhậm chức Tổng thống lâm thời
Vào ngày 23 tháng 1, hàng triệu người Venezuela đã biểu tình trên khắp đất nước để ủng hộ Guaidó, được mô tả là "dòng sông người", với vài trăm người tham dự cuộc biểu tình ủng hộ Maduro bên ngoài Miraflores.
Cuộc tuần hành phản đối của phe đối lập đã bắt đầu lộ trình của họ tại Avenida Francisco de Miranda, một đường phố lớn ở Caracas, được lên kế hoạch bắt đầu lúc 10:00 sáng nhưng bị trì hoãn trong 30 phút do mưa. Ở một đầu là một sân khấu, phần này của đường phố bị chặn, nơi Guaidó nói trong cuộc biểu tình và tuyên bố mình là tổng thống, tự thề trước công chúng. Được biết, Vệ binh Quốc gia đã sử dụng hơi cay để tập hợp đám đông trước khi cuộc biểu tình bắt đầu giải tán Một khu vực khác của thủ đô đã bị chặn lại tại Plaza Venezuela, một quảng trường chính rộng lớn, với xe bọc thép và cảnh sát chống bạo động sẵn sàng trước khi người biểu tình đến.
Đã có một lượng lớn người tham gia biểu tình trong ngày, với các cuộc biểu tình nhỏ hơn ở quốc gia này trong những ngày kéo dài đến ngày 23. Vào sáng ngày 23, Guaidó đã tweet rằng "Cả thế giới đang dõi theo đất nước của chúng ta ngày hôm nay". María Corina Machado đã nói vào ngày 22 rằng "[đây là] khoảnh khắc lịch sử mà chúng tôi đã chuẩn bị, chiến đấu trong 20 năm qua [và] đó là khoảnh khắc nguy hiểm nhất đối với tất cả người dân Venezuela và là thời điểm có trách nhiệm lớn nhất đối với những người trong chúng ta nhận thức được những gì đang bị đe dọa. " Luz Mely Reyes rất lạc quan nhưng cảnh báo rằng" nếu lần này chúng ta thất bại [...] chúng ta sẽ phải chôn vùi những gì còn sót lại của nền dân chủ ở Venezuela. "
Phát biểu trên Univision vào tối ngày 24 tháng 1, Guaidó nói rằng nếu Maduro và chế độ của ông giúp mang lại nền dân chủ Venezuela, ông có thể cho họ ân xá. Ông đã tiến hành giữ một hồ sơ thấp trong ngày với hy vọng tránh bị bắt, nhưng vào chiều ngày 25 tháng 1, Guaidó đã nói chuyện công khai ở Caracas, một lần nữa, yêu cầu hỗ trợ quân sự và cảnh báo rằng những người biểu tình sẽ không bao giờ mệt mỏi, cũng như nói rằng ông sẽ không bắt đầu các cuộc đàm phán ngoại giao với Maduro.

### Bạo lực
Báo cáo trên phương tiện truyền thông xã hội nói rằng vào giữa ngày, hai người đã thiệt mạng trong các cuộc biểu tình ở San Cristóbal, Táchira, và bốn người chết ở Barinas. Các báo cáo hình ảnh được công bố cho thấy một số cuộc biểu tình đã trở nên bạo lực, dẫn đến thương tích cho người biểu tình và cả an ninh. Đến cuối ngày, ít nhất 13 người đã thiệt mạng. Michelle Bachelet của Liên Hợp Quốc bày tỏ lo ngại rằng rất nhiều người đã bị giết và yêu cầu một cuộc điều tra của Liên Hợp Quốc về việc sử dụng bạo lực của lực lượng an ninh.

### Maduro đáp lại
Vào ngày 25 tháng 1 năm 2019, Maduro đã tổ chức một cuộc họp báo vào buổi chiều. Trong sự kiện này, ông nói hành động của Guaidó là một phần của "kịch bản được viết kỹ càng của Washington." để tạo ra một chính phủ bù nhìn của Hoa Kỳ. Maduro kêu gọi đối thoại với Guaidó, nói rằng "Nếu tôi phải đi gặp cậu bé này... vào lúc ba giờ sáng tôi sẽ đi,... nếu tôi phải khỏa thân, tôi cũng sẽ đi... Tôi tin vào từ đó... Hôm nay, sớm hơn là muộn, con đường mở ra cho một cuộc đối thoại chân thành, hợp lý ". Ông cũng tuyên bố rằng ông sẽ không từ chức tổng thống, giải thích rằng ông được bầu theo hiến pháp Venezuela.
Guaidó đã nói chuyện công khai tại Caracas cùng lúc với Maduro, yêu cầu hỗ trợ quân sự và cảnh báo rằng người dân biểu tình sẽ không bao giờ mệt mỏi. Trong bài phát biểu, Guaidó cũng nhanh chóng trả lời lời kêu gọi đối thoại của Maduro, nói rằng ông sẽ không đàm phán ngoại giao với Maduro.
Có báo cáo rằng trong tuần 21 tháng 1, lực lượng tình báo của Nga đã bay tới Venezuela để bảo vệ chính quyền Maduro.

### Biểu tình chống Maduro trên toàn cầu
Một nhóm gồm vài trăm người Venezuela và những người ủng hộ khác đã tổ chức một cuộc biểu tình công khai thay cho cuộc biểu tình ở Washington, D.C., thủ đô của Hoa Kỳ. Họ tụ tập quanh bức tượng Simón Bolivar trong thành phố để phản đối chính quyền Maduro còn nắm quyền.
Trung tâm Madrid cũng chật cứng người biểu tình, trong cuộc biểu tình nước ngoài lớn nhất từ trước đến nay ở Tây Ban Nha. Người Venezuela ở Brazil cũng tụ tập để la hét trên đường phố São Paulo để Maduro rời bỏ quyền lực. Mặc dù Mexico đã tương đối trung lập về vấn đề này, với tổng thống mới Obrador ủng hộ Maduro, vẫn có những cuộc biểu tình ở Mexico City.

## Phản ứng

### Hoa Kỳ

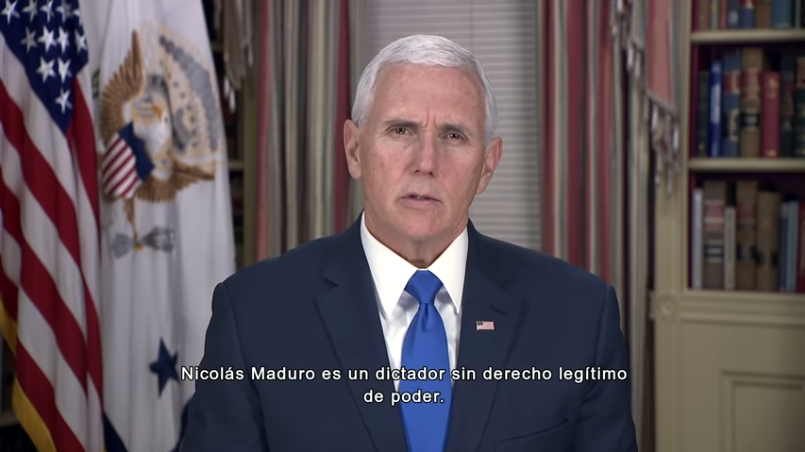
Mike Pence trong video ngày 23 tháng 1 của mình, nói Maduro là một kẻ độc tài

Phó Tổng thống Hoa Kỳ Mike Pence đã gửi một video hỗ trợ cho quốc gia vào sáng ngày 23 tháng 1. Đây là một trong những lý do tại sao Maduro và những người ủng hộ ông chỉ trích một cuộc đảo chính là được lên kế hoạch bởi Hoa Kỳ. Trong một bài phát biểu vào ngày hôm đó, Bộ trưởng Ngoại giao Venezuela, ông Jorge Arreaza, nói: "không ai biết [Guaidó là ai], nhưng ông ta đang bị thúc đẩy để nói rằng ông ta là tổng thống mới của Hoa Kỳ."
Hoa Kỳ là quốc gia đầu tiên công nhận sau khi Guaidó tuyên thệ, với Donald Trump, Pence và Marco Rubio gửi sự ủng hộ và đoàn kết cũng như sự công nhận chính thức. Sau thông báo này, các quốc gia khác cũng làm theo, nhưng Maduro cũng trục xuất tất cả người Mỹ khỏi Venezuela, nói rằng tất cả các nhà ngoại giao Mỹ phải rời đi trong vòng 72 giờ; Guaidó nói rằng họ nên ở lại.
Maduro gọi Hoa Kỳ là "đế chế gringo", và nói rằng ông sẽ không tiếp tục quan hệ với họ. Một quan chức Hoa Kỳ nói rằng nếu các lực lượng vũ trang Venezuela bắt đầu tàn sát dân thường, họ sẽ can thiệp. Hoa Kỳ cũng tuyên bố sẽ không đóng cửa đại sứ quán, nói rằng họ sẽ chỉ lắng nghe chính phủ của Guaidó, với Rubio nói vào ngày hôm sau rằng sẽ có hậu quả khủng khiếp nếu có bất kỳ tổn hại nào xảy ra với các nhà ngoại giao Hoa Kỳ ở Venezuela, và Bộ Ngoại giao Hoa Kỳ khuyến khích nhân viên của mình ở lại khu vực Valle Arriba nơi đặt đại sứ quán "pháo đài" của họ, mặc dù Diosdado Cabello đe dọa rằng Maduro có thể tắt điện hoặc gas cho khu phố đó. Tuy nhiên, Hoa Kỳ đã triệu hồi một số nhà ngoại giao sau khi đại sứ quán đóng cửa vào đêm 24, vì lý do an ninh. Cũng vào ngày 24 tháng 1, Rubio nói rằng Bộ Ngoại giao Hoa Kỳ đang thảo luận về kế hoạch trục xuất tất cả các nhà ngoại giao Venezuela, chờ đợi các cuộc hẹn chính thức của Guaidó; sau đó, Maduro tuyên bố sẽ loại bỏ tất cả các nhà ngoại giao Venezuela khỏi Hoa Kỳ. Hoa Kỳ đã khẳng định rằng họ sẽ sử dụng vị thế kinh tế của mình để cắt nguồn thu nhập của Maduro, đồng thời yêu cầu một cuộc họp của Hội đồng Bảo an Liên Hợp Quốc, và hứa hẹn 20 triệu đô la cho phe đối lập của Guaidó trong viện trợ nhân đạo. Sau đó trong ngày, Hoa Kỳ lập ra một đặc phái viên mới của mình về Venezuela.

### Các tổ chức khác
Vào ngày 23 tháng 1 năm 2019, Liên minh châu Âu đã đưa ra lập trường đầu tiên về Venezuela, đưa ra tuyên bố rằng "EU hoàn toàn ủng hộ Quốc hội với tư cách là tổ chức bầu cử dân chủ có quyền hạn cần được khôi phục và tôn trọng", các quốc gia thành viên, như Vương quốc Anh, sau đó cho biết họ hoàn toàn công nhận Guaidó.
Một số nhà lãnh đạo quốc gia ủng hộ Maduro đã lên tiếng đoàn kết với ông trong các cuộc biểu tình, với Tổng thống Thổ Nhĩ Kỳ Recep Tayyip Erdoğan nói rằng "chúng tôi sát cánh bên bạn".

## Kiểm duyệt
Một số nguồn tin cho biết việc truy cập internet vào Wikipedia (tất cả các ngôn ngữ) đã bị chặn ở Venezuela. Khối này đã được báo cáo sau khi trang của Guaidó trên Wikipedia tiếng Tây Ban Nha được cập nhật để thêm yêu sách của ông về quyền tổng thống và cuộc chiến chỉnh sửa sau đó, với 37 lần chỉnh sửa và hoàn nguyên chỉ sau hơn hai giờ. Khối này chủ yếu ảnh hưởng đến người dùng CANTV, công ty viễn thông quốc gia và nhà cung cấp lớn nhất của đất nước. Một số cơ quan truyền thông đã gợi ý rằng Wikipedia trực tiếp hoặc gián tiếp đứng về phía một trong hai nhóm.
Sau đó vào ngày 21 tháng 1, ngày một cuộc nổi loạn của Vệ binh Quốc gia ở Cotiza, truy cập internet vào một số phương tiện truyền thông xã hội như Twitter, Instagram và YouTube đã được báo cáo là bị chặn đối với người dùng CANTV. Vào tối muộn ngày 22 tháng 1, có thông tin rằng Twitter và Instagram đã bị chặn hoàn toàn ở nước này, có thể để đàn áp tổ chức các cuộc biểu tình xảy ra vào ngày hôm sau.
Trong các cuộc biểu tình ngày 23 tháng 1, việc ngừng hoạt động trên internet đã được báo cáo với Wikipedia, Google Search, Facebook, Instagram và nhiều nền tảng truyền thông xã hội khác bị ảnh hưởng.
Televisión Nacional de Chile đã bị Ủy ban Viễn thông Quốc gia nhà nước đưa ra khỏi Ủy ban Viễn thông Quốc gia Venezuela vào ngày 24 tháng 1.